# Eduardo Bähr
Eduardo Bähr (Tela, Atlántida, 23 de septiembre de 1940 - Tegucigalpa, 4 de agosto de 2023) fue un escritor hondureño.

## Eduardo Bähr
En 1964 obtuvo una licenciatura en Lengua y Literatura en la Escuela Superior del Profesorado, después 

Universidad Pedagógica Nacional Francisco Morazán y en 1975, un posgrado en Letras Hispánicas en la Universidad de Cincinnati, Ohio, Estados Unidos.
Entre 1976 y 2002 fue profesor de literatura en las dos universidades públicas hondureñas, en las que además dirigió dos compañías de teatro universitario, Teatro de la Escuela Superior del Profesorado entre 1965 y 1981 y Teatro de la Universidad Nacional Autónoma de Honduras, entre 1989 y 1991. Fue miembro del Consejo de Dirección de varias revistas de arte y letras, como Alcaraván, Presente, Astrolabio y Galatea. Además, dirigió la publicación del periódico de literatura infantil Pizpirigaña.
En 1965 integra el elenco estable del Teatro Nacional y actuó en las compañías del Teatro Universitario de Honduras, dirigido por Francisco Salvador (1978); el Teatro Infantil de Honduras, dirigido por Mercedes Agurcia; del Teatro Universitario La Merced, dirigido por Rafael Murillo Selva (1975-1977) y del Teatro Zambra, dirigido por Jacques Borbault del Theatre Du Soleil, de París como Director invitado (1989).
La obra de Bähr incluye cuentos ; guiones de teatro y cuadernos de educación popular. 

## Literatura

### Narrativa
Su libro El Cuento de la Guerra, le valió ser galardonado con el Premio Nacional de Literatura Martínez Galindo en 1971 (la primera edición sería publicada en 1973). El tema central de este libro es el conflicto bélico que se libraron los ejércitos de Honduras y El Salvador en 1969 (nota 1). En los seis cuentos que integran el libro, se ven desfilar un conjunto de recursos técnicos sumamente novedosos para la época : el monólogo interior, la ironía y el sarcasmo, la incorporación de un lenguaje popular propio de los grupos marginados, el empleo del género epistolar y la utilización de material sociológico como entrevistas, encuestas, cables de prensa, etc (Paguada, 1981). 
" La ironía y el sarcasmo son recursos técnicos populares que, como la risa, utiliza el pueblo para defenderse y ridiculizar a las clases dominantes que los oprimen" (Eduardo Bähr, citado por Paguada, 1981).
En esta obra "se observa la influencia de Franz Kafka al estructurar el autor en sus relatos un mundo narrativo fantástico, el descubrimiento y la aplicación de un tiempo circular-mítico y la denuncia de los esquemas de la justicia. Además, también se palpan las huellas de los narradores norteamericanos William Faulkner y Ray Bradbury. A nivel latinoaméricano, es sobretodo Julio Cortázar, que ejercerá una poderosa influencia en sus cuentos". Con esta producción literaria, Bähr se sitúa en la vanguardia de la nueva literatura hondureña, al romper definitivamente con los esquemas tradicionales del cuento criollista  (Paguada, 1981). El Cuento de la Guerra es quizás el más importante del nuevo cuento moderno hondureño que consacra a Eduardo Bähr como el mejor intérprete de la sensibilidad literaria hondureña de buena parte de la segunda mitad del siglo XX (Hernán Antonio Bermúdez. El cuento de la guerra y la tradición literaria, La Tribuna junio 2022).

### Literatura infantil
Eduardo Bähr fue, junto con Rubén Berrios, uno de los promotores de la literatura infantil juvenil en Honduras. Para Bähr : La Literatura Infantil (que se lee en Honduras) "está hervida en la traducción de temas que describen otras idiosincrasias colectivas, que puntualizan la historia de otros países, que inventan otra civilidad y, lo que puede ser peor, que induce a nuestros infantes a la admiración -contrapuesta a la creatividad- de personajes de clases dominantes, reyes, príncipes y princesas, luchadores por la justicia, superhombres y otros monstruos fabulados..." (Niños en un avión de papel. Tegucigalpa, 1989., citado por Rubén Berríos en La literatura infantil en Hondurass, Biblioteca Virtual Miguel Cervantes).

### Literatura erótica
Desde la década del 2020, Bähr explora el universo de la literatura erótica desde una óptica que él mismo describe de la siguiente manera : "La literatura erótica debe infundir respeto al escritor que la asume. Si va a servir para garrapatear en el papel palabrejas e ideas huecas y nuestros propios complejos y estupideces, mejor sería irse a cosechar papas desnudas"  (Eduardo Bähr. "Soy un jodión albañil". Entrevista. Mimalapalabra,
La obra de Bähr ha sido traducida total o parcialmente al catalán, inglés, francés, alemán, neerlandés, sueco, tágalo, entre otros.

## Cine y videoarte
Bähr también hizo incursiones en cine como actor en las películas Utopía o El Cuerpo Disperso y El Mundo al Revés, una ficción dirigida por Raúl Ruiz (1976); No hay Tierra Sin Dueño, primer largometraje hondureño dirigido por Sami Kafati, (1978); No amanece igual para todos de Francisco Andino (2011) y Morazán (2017) de Hispano Durón. 
También actuó en el cortometraje de ficción El Viaje de Suyapa (2007) y en el videoclip La Casa de La Justicia (2006), ambos dirigidos por Katia Lara. Es el principal protagonista del cortometraje Santitos (2019), dirigido por Ángel Maldonado, en el que actúa junto a Jorge Osorto. Por este papel, Eduardo Bähr se llevó el premio a Mejor actor en el Festival Internacional de Cortometrajes EL HERALDO (Eduardo Bähr y su legado en el cine hondureño, El Heraldo). En el 2019, el corto hizo parte del programa de la XI edición del Mittelamerikanische Filmfestival, en Viena, Austria. 
Bähr fue integrante de Artistas de la Gente, un colectivo de cinco intelectuales de generaciones y disciplinas diversas que bajo la dirección de la escultora Regina Aguilar, desarrolla una crítica artística con contenido político  (enlace roto disponible en Internet Archive; véase el historial, la primera versión y la última).. Bähr escribió el guion del proyecto de video-arte "Nos vale verja", una propuesta visual que debía mostrarse inicialmente en el marco de la Antología de las Artes Plásticas de Honduras. Pero ante el rechazo de los organizadores "debido a su potente contenido político", el vídeo fue proyectado en la calle, en las afueras del viejo Paraninfo, frente al lugar donde se inauguraba el evento (El Heraldo). Este documental-animación fue reconocido con una mención especial por el jurado de la Segunda Edición del Certamen “Inquieta Imagen”, del Museo de Arte y Diseño Contemporáneo de Costa Rica en el 2002. A propósito del mismo, Ernesto Calvo, coordinador del certamen, afirma que se trata de "uno de los más irónicos ejercicios que se han hecho" en el campo de la crítica política en Centroamérica (nota 4). También fue incluido en el programa de la Segunda Bienal de VideoArte, organizada por el Centro de Arte Contemporáneo de Tel Aviv en el 2004 y en la XXXI Bienal Internacional de Arte de Pontevedra, en Galicia, España (programa disponible aquí). 
En 1995, Eduardo Bähr recibió la Medalla Gabriela Mistral con la que el Gobierno de Chile galardonó por esta única vez a 50 intelectuales alrededor del mundo (tales como Carlos Monsiváis, Octavio Paz, Rafael Alberti, Mario Benedetti y Elena Poniatowska, entre otros).
En enero del 2008 fue nombrado como Director de la Biblioteca Nacional por la Secretaría de Cultura del gobierno de Honduras.

## Obra

### Narrativa
- “Signos. Relatos extraños: Infinito, Paréntesis, Menos el Infinito”,  Revista Ariel, núm. 186, abril, año 8, págs. 16-17 y 19.
- Fotografía del Peñasco, 1969. (Ver el cuento Fotografía del Peñasco incluido en el libro aquí)
- El Cuento de la Guerra, 1973, 10 ediciones. Última edición por Casasola Editores, 2013.
- El perro, Revista Alcaraván, núm. 3, abril, pág. 26. 1980.
- Guerra a la Guerra, Literatura Comparada. (Textos de Roque Dalton y Eduardo Bähr), 1995.
- La Flora Maga. en Línea de Fuga, N.º 5, enero-marzo, México, 1997-1998 y La Flora Maga en L'ordinaire Latino-américain, N.º 176, IPEALT, Toulouse, France. 1999
- Mise en scène, No publicado. Compartido en el blog Mimalapalabra. 2007.
- La Fiesta Umbría, 2016. Editorial Mimalapalabra.
- La primera mujer, en Revista Ágrafos, segunda edición, 10 de enero, Washington. 2018
- El Oculto sexo de la Luna,  Nautilus editores, Zaragoza. Edición bilingüe español/inglés. 2022
- Casi todos los cuentos. Editorial Mimalapalabra. 2022.

### Literatura infantil
- Mazapán, 1982
- El Diablillo Achís, 1991
- Malamuerte, 1997
- El niño de la montaña de la Flor, 2003

### Ensayo
- "Tegucigalpa. Paseo por la ciudad desolada", in Nueva Sociedad, n.° 120, julio – agosto. Caracas, 1992
- "Fondo de Reptiles", en Honduras: Prensa, Poder y Democracia, CEDOH, Tegucigalpa, 2002

### Audiolibros
- El Pulso del mar (cuentos para niñas y niños de Eduardo Bâhr y Rubén Berríos. Música del cantautor Guillermo Anderson y arte de Luz de Solzireé Baca.

### Antologías y traducciones
2006. Antología del Cuento Latinoamericano. Olver Gilberto de León / Rubén Bareiro-Saguier. Grupo La Gotera - Ediciones Espacio, Montevideo, 2006, 268, páginas.
2003, "Los Héroes de la fiebre" en Enríque Jaramillo Levi (comp.) Pequeñas Resistencias 2. Antología del Cuento Centroamericano Contemporáneo, VV.AA. Editorial: Editorial Páginas de Espuma, Colección Voces, volumen 32, Madrid.
1988, "The Fever Heroes" in Barbara Paschke and David Volpendesta, Clamor of Innocence: Stories from Central America (City Lights)
1994, Tarzan of the Apes, Contemporary short stories from Central America / edited by Enrique Jaramillo Levi and Leland H. Chambers; translations coordinated by Leland H. Chambers; translated by Lynne Beyer ... [et al.]. University of Texas Press.
1982, La alcachofa es un caso de silogismo ,in Liść wiatru : antologia opowiadań Ameryki Środkowej / wybrał, oprac. i posłowiem opatrzył Jerzy Kühn ; [przeł. [z hisz.] Jerzy Brzozowski i in.]. - Kraków[Polska] : Wydawnictwo Literackie, 1982
1981. Je serais incapable de vous jeter une pierre, in Anthologie de la Nouvelle Hispano-américaine, Olver Gilberto De León / Rubén Bareiro-Saguier, Editions Belfond, París, 1981, 284 p. (Portuguese edition in 1983).
2003. El niño de la montaña de la Flor, traducido al catalán por la Editorial Vilatana, España.
2018. La fiesta umbría y otros relatos, Editorial Sedal.
2022. El Sexo oculto de la luna (The hidden sex of the moon), traducido al inglés por la editorial Nautilus, España.

### Dramaturgia
- Mandrágora: Melodrama con Esperpento, en tres actos y epílogo (2006), El Hombre, o ‘Licenciado’: Sátira para Instalación, en un acto, 2006.

- Ventanas de la Memoria: Pieza de teatro-danza, en tres actos, 2007 .

- Teatro infantil: El Flautista Como un Juego, 1998 y Juego de Tío Coyote y Tío Conejo (2004).

## Reconocimientos
- Premio Nacional de Narrativa Martínez Galindo, de la Escuela Superior del Profesorado, 1971.
- Premio Nacional de Literatura Itzamná, de La Escuela Nacional de Bellas Artes, 1988.
- Premio Nacional de Literatura Ramón Rosa, del Estado de Honduras, 1990.
- Medalla Gabriela Mistral, del gobierno de Chile, 1995.
- Premio Nacional de Literatura José Trinidad Reyes, de la Universidad Nacional Autónoma de Honduras, 2000.
- Mención especial del II Concurso Centroamericano de Videocreación Inquieta Imagen, organizado por el Museo de Arte y Diseño Contemporáneo, para el videoarte "Nos vale verja", Artistas de la Gente, Directora Regina Aguilar, 2002.
- Corona de Oro, José Miguel Gomes, de la Fundación para el Museo del Hombre Hondureño, 2006.
- Premio Ramón Amaya Amador de la Academia de la Lengua Hondureña, 2022.